# Laanoussar
Laanoussar  (in arabo العنوصر‎?) è un centro abitato e comune rurale del Marocco situato nella provincia di Sefrou, regione di Fès-Meknès. Conta una popolazione di 8 501 abitanti (censimento 2014).